# Gert Blomé
Gert Arne Blomé (Gävle, 1934. augusztus 28. – 2021. január 27.) olimpiai ezüstérmes svéd jégkorongozó.

## Pályafutása
1956 és 1961 között a Gävle IK, 1961 és 1972 között a Västra Frölunda IF jégkorongozója volt. Mindkét csapattal egy-egy svéd bajnoki címet nyert.
1957 és 1967 között 151 alkalommal szerepel a svéd válogatottban. Részt vett az 1960-as Squaw Valley-i olimpián ahol ötödik lett a csapattal. Az 1964-es innsbrucki olimpián ezüstérmes szerzett a válogatott tagjaként. Egy világbajnoki arany, két-két ezüst- és bronzérmet szerzett a pályafutása alatt.

## Sikerei, díjai
- Olimpiai játékok
  - ezüstérmes: 1964, Innsbruck
- Világbajnokság
  - aranyérmes: 1962
  - ezüstérmes (2): 1963, 1967
  - bronzérmes (2): 1958, 1965
- Svéd bajnokság
  - bajnok (2): 1957, 1965